# Felgueiras (Fafe)

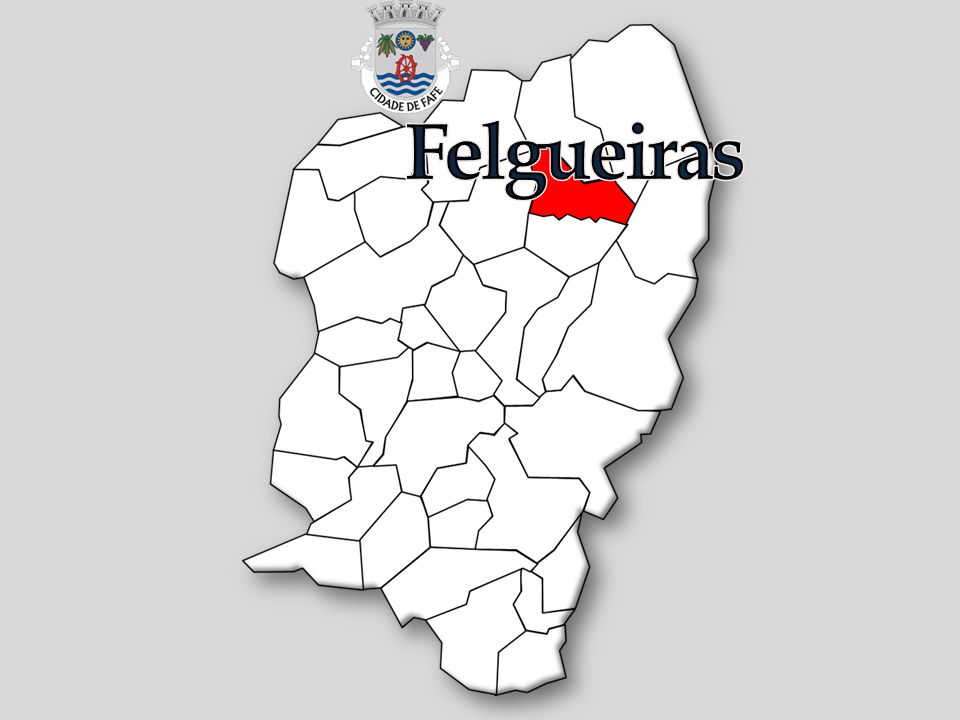
Localização da Freguesia de Felgueiras no Município de Fafe

Felgueiras é uma localidade portuguesa do Município de Fafe que foi sede da extinta Freguesia de Felgueiras, freguesia que tinha 5,77 km² de área e 117 habitantes (2011), e, por isso, uma densidade populacional de 20,3 hab/km².
A Freguesia de Felgueiras foi extinta em 2013, no âmbito de uma reforma administrativa nacional, para, em conjunto com as Freguesias de Aboim, Gontim e Pedraído, formar uma nova freguesia denominada União de Freguesias de Aboim, Felgueiras, Gontim e Pedraído com a sede na Avenida da Igreja em Aboim.

## População
| População da freguesia de Felgueiras (1864 – 2011) | População da freguesia de Felgueiras (1864 – 2011) | População da freguesia de Felgueiras (1864 – 2011) | População da freguesia de Felgueiras (1864 – 2011) | População da freguesia de Felgueiras (1864 – 2011) | População da freguesia de Felgueiras (1864 – 2011) | População da freguesia de Felgueiras (1864 – 2011) | População da freguesia de Felgueiras (1864 – 2011) | População da freguesia de Felgueiras (1864 – 2011) | População da freguesia de Felgueiras (1864 – 2011) | População da freguesia de Felgueiras (1864 – 2011) | População da freguesia de Felgueiras (1864 – 2011) | População da freguesia de Felgueiras (1864 – 2011) | População da freguesia de Felgueiras (1864 – 2011) | População da freguesia de Felgueiras (1864 – 2011) |
| -------------------------------------------------- | -------------------------------------------------- | -------------------------------------------------- | -------------------------------------------------- | -------------------------------------------------- | -------------------------------------------------- | -------------------------------------------------- | -------------------------------------------------- | -------------------------------------------------- | -------------------------------------------------- | -------------------------------------------------- | -------------------------------------------------- | -------------------------------------------------- | -------------------------------------------------- | -------------------------------------------------- |
| 1864                                               | 1878                                               | 1890                                               | 1900                                               | 1911                                               | 1920                                               | 1930                                               | 1940                                               | 1950                                               | 1960                                               | 1970                                               | 1981                                               | 1991                                               | 2001                                               | 2011                                               |
| 130                                                | 135                                                | 145                                                |                                                    | 136                                                | 123                                                | 224                                                | 204                                                | 211                                                | 220                                                | 240                                                | 158                                                | 165                                                | 135                                                | 117                                                |

No censo de 1900 estava anexada à freguesia de Pedraido (decreto de 12/11/1891). Foi desanexada por alvará de 27/01/1901